# 伊莉莎白·魯德
伊莉莎白·魯德（英語：Elizabeth Rood），是一位美國外交官。於2022年9月4日就任美国驻俄大使臨時代辦（代理大使）。